# اسب باصری
اسب باصری یکی از نژادهای اسب فلات ایران (اسب عشایری) است که توسط ایل باصری پرورش داده می‌شود. در حال حاضر این نژاد اسب احتمالاً در معرض خطر شناخته می‌شود.
نخستین اسب لوئیز فیروز ملقب به بانوی اسب ایران که به مدت بیش از ۴ دهه به پرورش اسب در ایران پرداخت، یک نریان سیاه باصری بود.

## در میان ایل باصری
کار عمده باصری‌های چادرنشین پرورش گوسفند، بز و اسب است. اسب در فرهنگ باصری‌ها به خصوص در رسوم مربوط به ازدواج نقش اساسی دارد.